# (2622) Bolzano
(2622) Bolzano – planetoida z grupy pasa głównego asteroid okrążająca Słońce w ciągu 5 lat i 75 dni w średniej odległości 3 j.a. Została odkryta 9 lutego 1981 roku w Obserwatorium Kleť w pobliżu Czeskich Budziejowic przez Ladislava Brožka. Nazwa planetoidy pochodzi od Bernarda Bolzano, czeskiego matematyka, filozofa i teologa. Przed nadaniem nazwy planetoida nosiła oznaczenie tymczasowe (2622) 1981 CM.